# Белая Плита
Белая Плита  (Белая Плата, Белая Плота) — река в России, протекает по Прохоровскому району Белгородской области. Устье реки находится у деревни Ржавец в 1030 км от устья Северского Донца по правому берегу. Длина реки составляет 10 км, площадь водосборного бассейна — 147 км².

## Данные водного реестра
По данным государственного водного реестра России относится к Донскому бассейновому округу, водохозяйственный участок реки — Северский Донец от истока до границы РФ с Украиной без бассейнов рек Оскол и Айдар, речной подбассейн реки — Северский Донец (российская часть бассейна). Речной бассейн реки — Дон (российская часть бассейна).
Код объекта в государственном водном реестре — 05010400112107000010702.